# Дворянская, Анастасия Александровна
Анастаси́я Алекса́ндровна Дворя́нская (род. 25 октября 2000) — российская актриса, певица, модель, солистка группы «Френды» (проект Алексея Воробьева).

## Биография
Родилась 25 октября 2000 года в Москве. Отец Дворянский Александр Владимирович, мать — Дворянская Наталья Владимировна. Настя не единственный ребенок в семье — у неё есть два брата и две сестры.

## Творчество

### Начало пути
Свой творческий путь Настя Дворянская начала с занятий танцами. Занималась в студиях GallaDance и Todes. Также занималась актёрским мастерством в театре-студии «Квадрат», где сыграла в 46 спектаклях. В марте 2013 года начала своё обучение в Академии кино и шоу-бизнеса «STARS»
В мае 2013 года была записана первая песня Анастасии Дворянской «Так просто», на которую был отснят клип. В августе 2013 года была записана песня «Рядом с тобой».
Следующей творческой ступенькой стала песня «Почувствуй мою любовь», исполненная в дуэте с популярным певцом Алексеем Воробьевым.

### Участие в муз. проекте «Френды»
В конце 2013 году Настя Дворянская прошла кастинг в новый продюсерский проект Алексея Воробьева «ФрендЫ» и вместе с Пашей Королёвым стала участницей группы. «ФрендЫ», помимо модных танцевальных треков, исполняют все саундтреки к сериалу «Деффчонки» на канале ТНТ.
2 апреля 2014 года состоялась премьера клипа группы «Френды», отснятого на песню «Всегда буду с тобой». В главных ролях снялись сами солисты группы «Френды» и их наставница Ирина Малоземова. В данный момент находится в творческом отпуске и не выступает с группой «Френды».
В 2021 году Анастасия Дворянская снялась в эротической сцене в сериале «Элли».

### Роли в кино
2024 «Цвет граната» ― Марина

2024 «Плевако» ― Анна Замятина

2023 «Просто Михалыч» ― Стася

2022 «Чужая стая. Невидимый враг» ― Марго Дробышева

2021 «Призрачное счастье» ― Катя

2021 «Элли» ― Элли

2020 «Московский роман» ― эпизод

2020 «Анна-детективъ-2» ― Анастасия Самсонова

2019 «Вампир Алёша» ― Лиза

## Песни группы «Френды»
| Название                | Музыка и слова          | Исполнители                                  |
| ----------------------- | ----------------------- | -------------------------------------------- |
| «Всегда буду с тобой»   | А.Воробьев              | А.Воробьев, П.Королев, Н.Дворянская          |
| «Она и Я и YEAH»        | А.Воробьев              | А.Воробьев, П.Королев, Н.Дворянская          |
| «Самба»                 | А.Воробьев              | А.Воробьев, П.Королев, Н.Дворянская          |
| «Подлецу всё к лицу»    | А.Воробьев, С.Романович | А.Воробьев, П.Королев, Н.Дворянская          |
| «#ЯВДРОВА»              | А.Воробьев              | А.Воробьев, Н.Дворянская, Р.Ларин, М.Мацышин |
| «Девушка лучшего друга» | А.Воробьёв              | А.Воробьев, Н.Дворянская, Р.Ларин, М.Мацышин |
| «Смотри как я танцую»   | А.Воробьёв              | А.Воробьёв, Н.Дворянская, Р.Ларин, М.Мацышин |

## Награды и премии
В 2013 году, выступая на чемпионате мира по исполнительным видам искусств (WCOPA 2013), Дворянская завоевала титул «Модель Мира 2013» в категории «Джуниор» (до 16 лет). Также были завоеваны 2 золотых и 2 бронзовых медали в возрастной категории 11-12 лет. После этого принимала участие в дефиле знаменитых дизайнеров, в частности дефилировала на детских показах недели высокой моды в Москве.
За песню «Просто так», которая с июня 2013 года ротировалась на канале Муз-ТВ, Настя Дворянская была награждена призом зрительских симпатий и специальным призом от канала МУЗ-ТВ на церемонии награждения первой детской премии канала Kinder МУЗ Awards 2013, а также презентовала там свою новую песню «Рядом с тобой».
11 марта 2014 года на первой всероссийской премии в области детского и юношеского творчества «Юная звезда России» («Young Star Awards») Анастасия Дворянская была награждена премией в номинации «Открытие года».